# Alcamín de Yuso
Alcamín de Yuso es un despoblado español del municipio de El Perdigón, perteneciente a la provincia de Zamora, en la comunidad autónoma de Castilla y León.

## Toponimia
El lugar puede aparecer referido como «Alcamín de Yuso» y «Alcamín Bajo».

## Historia
Hacia mediados del siglo XIX, el lugar, por entonces perteneciente al municipio de Tardeobispo, tenía contabilizada una población de cuatro habitantes. Aparece descrito en el primer volumen del Diccionario geográfico-estadístico-histórico de España y sus posesiones de Ultramar de Pascual Madoz con las siguientes palabras:

ALCAMIN BAJO: desp. y cot. red. de ant. señ. secular, en la prov., part. jud. y dióc. de Zamora (3/4 de leg.). ayunt. y parr. de Tardeobispo (1/4): sit. sobre la calzada que conduce de Zamora á Sayago y Estremadura, en un llano algo profundo y pantanoso, que contribuye á la insalubridad de su clima. Su total estension, tanto en long. como en lat., es de 3/8 de leg. Tiene en su centro una sola casas el colono, que sirve de taberna y posada para los viajeros, cuyos hab. suelen gozar de muy poca salud; una fuente perenne que abastece á la venta y á los ganados dependientes de ella, y en sus contornos se ven escombros que indican haber existido antiguamente alli una pobl., de cuya destruccion se ignoran las causas y la época, coligiéndose tan solo de los libros parr. que 400 años atras no existia ya. La divide un arroyo que corre de S. á N., y tiens eu origen en el pueblo de Perdigon, el cual aunque no tiene curso perenne, deja sin embargo en la deh. depósitos y charcos que se conservan todo el año, y le cruza un puente de 3 varas de alto y 25 de largo, sobre 4 arcos: nacen tambien en él muchos otros arroyos que recogen las aguas de las pendientes de Tardeobispo y Alcamin Alto, las que reunidas en suficiente cantidad, desagüan en el r.: confina por el N. con el térm. de Carrascal, por el E. la deh. de las Chanas y térm. de la c. de Zamora; al S. con los de Entrala y Tardeobispo, y al O. con el de Alcamin Alto: El terreno en su mayor parte es áspero y pedregoso, tiene mucho peñasco que forman cord. como montañas, y precipicios de 30 ó 40 varas de profundidad. Las tierras, reducidas á cultivo, serán en cantidad de 100 fan. de 300 estadales cada una, y las restantes solo sirven para pastos y praderas: prod.: unas 100 fan. de trigo, otras 100 de cebada, 30 de garbanzos, y otras legumbres, y se crian 200 ovejas que producirán 150 corderos; algun ganado vacuno y de cerda, y proporciona alguna caza de liebres y perdices: pobl.: 1 vec., 4 hab. Esta deh. es propiedad del Sr. marqués de Macuza, y vale en arriendo por las aguas, pastos y labor, 300 rs. vn.
(Madoz, 1845, p. 393)